# Marsupella boeckii
Marsupella boeckii là một loài rêu tản trong họ Gymnomitriaceae. Loài này được (Austin) Lindb. ex Kaal. miêu tả khoa học lần đầu tiên năm 1893.